# Eutelia menalcas
Eutelia menalcas är en fjärilsart som beskrevs av Holland 1894. Eutelia menalcas ingår i släktet Eutelia och familjen nattflyn. Inga underarter finns listade i Catalogue of Life.